# Bernhard Lund
Bernhard Georg Lund (ur. 20 lutego 1889 w Darmstadt, zm. 9 stycznia 1968 w Oslo) – norweski żeglarz, olimpijczyk.
Na regatach rozegranych podczas Letnich Igrzysk Olimpijskich 1928 wystąpił w klasie 8 metrów zajmując 4. pozycję. Załogę jachtu Noreg tworzyli również Magnus Konow, Jens Salvesen i Wilhelm Wilhelmsen.